# Liste de philosophes politiques
Voici une "liste de philosophes politiques", incluant certains qui pourraient être plus célèbres pour leurs travaux dans d'autres domaines de la philosophie. Les philosophes sont listés par ordre d'année de naissance pour montrer la direction approximative des influences et du développement le la pensée politique. Allez aussi voir, Philosophie politique.
Anciens, médiévaux et post-modernes
- Hammurabi
- Confucius (551-479 BCE)
- Socrate (470-399 BCE)
- Mozi (470-390 BCE)
- Xénophon (427-355 BCE)
- Platon (427-347 BCE)
- Diogène de Sinope (412-323 BCE)
- Eschine (389-314 BCE)
- Aristote (384-322 BCE)
- Mencius (372-289 BCE)
- Chânakya (350-283 BCE)
- Xun Zi (310-237 BCE)
- Tiruvalluvar (c. 200 BCE-c. 30 BCE)
- Han Fei Zi (?-233 BCE)
- Cicéron (106-43 BCE)
- Pline le Jeune (63-113 CE)
- Augustin d'Hippone (354-430 CE)
- Mouhammad Al-Shaybânî (749-805)
- Al-Farabi (870-950)
- Al-Ghazâlî (1058–1111)
- Averroès (Ibne Rushd) (1126–1198)
- Al-Mâwardi (972–1058)
- Moïse Maïmonide (1135–1204)
- Thomas d'Aquin (1225–1274)
- Ibn Taymiyya (1263–1328)
- Marsile de Padoue (1270–1342)
- Guillaume d'Ockham (1285–1349)
- Ibn Khaldoun (1332–1406)
- Christine de Pisan (1363–1434)
- Nicolas Machiavel (1469–1527)
- Martin Luther (1483–1546)
- Thomas Münzer (1490–1525)
- Jean Calvin (1509–1564)
- Richard Hooker (1554–1600)

Moderne post-XIXe siècle
- Jean Bodin (1530–1596)
- Francis Bacon (1561–1626)
- Hugo Grotius (1583–1645)
- Thomas Hobbes (1588–1679)
- James Harrington (1611–1677)
- Baruch Spinoza (1632–1677)
- John Locke (1632–1704)
- Montesquieu (1689–1755)
- Shah Waliullah ad-Dehlawi (1703–1763)
- Mouhammad ibn Abd al-Wahhab (1703–1792)
- David Hume (1711–1776)
- Jean-Jacques Rousseau (1712–1788)
- Emmanuel Kant (1724–1804)
- William Blackstone (1723–1780)
- Adam Smith (1723–1790)
- Edmund Burke (1729–1797)
- Thomas Paine (1737–1809)
- Thomas Jefferson (1743–1826)
- Jeremy Bentham (1748–1832)
- William Godwin (1756–1836)
- Mary Wollstonecraft (1759–1797)
- Henri de Saint-Simon (1760–1825)
- Thomas Malthus (1766–1834)
- Benjamin Constant (1767–1830)
- Georg Wilhelm Friedrich Hegel (1770–1831)
- David Ricardo (1772–1823)
- Charles Fourier (1772–1837)
- James Mill (1773–1836)
- Arthur Schopenhauer (1788–1860)
- Thomas Carlyle (1795–1881)
- Auguste Comte (1798–1857)

Né au XIXe siècle
- Al-Nahda (1801–1873)
- Simion Bărnuţiu (1808–1864)
- Ludwig Andreas Feuerbach (1804–1872)
- Alexis de Tocqueville (1805–1859)
- Max Stirner (1806–1856)
- John Stuart Mill (1806–1873)
- Pierre-Joseph Proudhon (1809–1865)
- Søren Kierkegaard (1813–1855)
- Mikhail Bakunin (1814–1876)
- Henry David Thoreau (1817–1862)
- Karl Marx (1818–1883)
- Syed Ahmad Khan (1818–1898)
- Friedrich Engels (1820–1895)
- Herbert Spencer (1820–1903)
- William Graham Sumner (1840–1910)
- Pierre Kropotkine (1842–1921)
- Friedrich Nietzsche (1844–1900)
- Eduard Bernstein (1850–1932)
- Thorstein Veblen (1857–1929)
- John Dewey (1859–1952)
- Max Weber (1864–1920)
- Sun Yat-sen (1866–1925)
- Benedetto Croce (1866–1952)
- Mohandas Karam Chand Gandhi (1869–1948)
- Rosa Luxemburg (1870–1919)
- Bertrand Russell (1872–1970)
- Giovanni Gentile (1875–1944)
- Muhammad Iqbal (1877–1938)
- Pantaleo Carabellese (1877–1948)
- Martin Buber (1878–1965)
- Otto Bauer (1881–1938)
- Georg Lukács (1885–1971)
- Sergio Panunzio (1886–1944)
- Carl Schmitt (1888-1985)
- Martin Heidegger (1889–1976)
- Antonio Gramsci (1891–1937)
- Walter Benjamin (1892–1940)
- Max Horkheimer (1895–1973)
- Wilhelm Reich (1897–1957)
- Herbert Marcuse (1898–1979)
- Leo Strauss (1899–1973)
- Alfred Sohn-Rethel (1899–1990)
- Friedrich Hayek (1899–1992)

Né au XXe siècle
- Erich Fromm (1900–1980)
- Michael Oakeshott (1901–1990)
- Karl Popper (1902–1994)
- Theodor Adorno (1903–1969)
- Sayyid Abul Ala Maududi (1903–1979)
- Raymond Aron (1905–1983)
- Jean-Paul Sartre (1905–1980)
- Ayn Rand (1905–1982)
- Hannah Arendt (1906–1975)
- Sayyid Qutb (1906–1966)
- Simone Weil (1909–1943)
- Isaiah Berlin (1909–1997)
- Norberto Bobbio (1909–2004)
- Albert Camus (1913–1960)
- Roland Barthes (1915–1980)
- Fazlur Rahman Malik (1919–1988)
- Louis Althusser (1918–1990)
- John Rawls (1921–2002)
- Cornelius Castoriadis (1922–1997)
- Sheldon Wolin (1922–2015)
- Frantz Fanon (1925–1961)
- Gilles Deleuze (1925–1995)
- Michel Foucault (1926–1984)
- Judith Shklar (1928–1992)
- Jean Baudrillard (1929–2007)
- Jürgen Habermas (1929- )
- Jacques Derrida (1930–2004)
- Félix Guattari (1930–1992)
- Ronald Dworkin (1931–2013)
- Charles Taylor (1931- )
- Guy Debord (1931–1994)
- Harvey Mansfield (1932- )
- Israr Ahmed (1932–2010)
- Antonio Negri (1933- )
- Fredric Jameson (1934- )
- Wendell Berry (1934- )
- Michael Walzer (1935- )
- Robert Nozick (1938–2002)
- Douglas W. Rae (en) (1939- )
- Jacques Rancière (1940- )
- Joxe Azurmendi (1941-)
- Jesús Mosterín (1941-2017)
- Étienne Balibar (1942- )
- Lorenzo Peña (en) (1944- )
- David Miller (1946- )
- Slavoj Žižek (1949- )
- Kancha Ilaiah (en) (1952-)
- Judith Butler (1956-)